# 登坂廣臣
登坂廣臣（とさか ひろおみ、1987年3月12日 - ），日本歌手、演員，三代目J Soul Brothers主唱。東京都出身，身高178cm，個人名義的活動則以「ØMI」為名。

## 履歷
- 參加2010年2月起舉行的「VOCAL BATTLE AUDITION 2」。一直勝利前進到最後入圍。
- 2010年9月15日，最後實況演唱審查與今市隆二一起合格。決定為三代目J Soul Brothers 的主唱。
- 2010年9月27日，於「FANTASY後夜祭 〜EXILE魂〜」初次披露[2]。11月10日、以單曲「Best Friend's Girl」出道。
- 2014年、以電影「Hot Road」作演員出道。
- 2015年10月，發售首本照片隨筆「NOBODY KNOWS」。參與演出於10月21日開始播映的「HiGH&LOW〜THE STORY OF S.W.O.R.D.〜」，是為他首次演出電視連續劇。
- 2017年7月27日，開始以個人名義HIROOMI TOSAKA活動，發表了單曲「WASTED LOVE」。
- 2019年7月20日，首度以個人名義HIROOMI TOSAKA跨足海外舉辦個人演唱會，也成為放浪一族中首位以個人名義在海外舉辦演唱會的團員。
- 2021年2月20日，更改藝名為ØMI。

## 人物
- 選秀的1次審査是唱SMAP的「Lion Heart」、3次審査是唱EXILE的「Fly Away」。集訓課題曲是唱EXILE的「Touch The Sky」[3]。
- 週刊EXILE內以「經驗值0的仙履奇缘男」被介紹。
- 有足球經驗[4]。
- 在窪田理容美容専門學校[5]畢業，原理髮師。之後當服飾工作人員。
- 在三代目J Soul Brothers裏最要好的是Performer岩田剛典，兩人曾經在正月時一起到美国拉斯维加斯旅行。
- 與同團的岩田剛典一樣，髮型經常被年輕人當作潮流指標模仿著。

## 作品

### 作詞
| 曲名          | 歌手                                    | 收錄於                                   |
| ------------- | --------------------------------------- | ---------------------------------------- |
| Link          | 三代目J Soul Brothers（登坂廣臣Solo曲） | PLANET SEVEN                             |
| 2016年3月30日 | Beautiful Life                          | 三代目 J Soul Brothers「THE JSB LEGACY」 |
| 2016年3月30日 | Born in the EXILE                       | 三代目 J Soul Brothers「THE JSB LEGACY」 |

### 個人樂曲
- 「Link」（2015年1月28日）收錄於專輯「PLANET SEVEN」。
- 「THE JSB LEGACY|Share The Love」 （2016年3月30日） 收錄於專輯「THE JSB LEGACY」。
- 「FULL MOON」 （2018年8月8日）收錄於專輯「FULL MOON」
- 「SUPERMOON」 （2019年4月10日）收錄於專輯「SUPER MOON」
- 「BLUE SAPPHIRE」 （2019年4月10日）收錄於專輯「SUPER MOON」
- 「UNDER THE MOONLIGHT」 （2019年4月10日）收錄於專輯「SUPER MOON」

### 書籍
- 照片隨筆「NOBODY KNOWS」（2015年10月、幻冬舎）ISBN 978-4344028111

## 演出

### 電視節目
- EX-LOUNGE（TBS電視、2012年11月 - 2013年3月）
- 二層公寓（富士電視台、2013年4月 -）錄影室成員

### 電視劇
- HiGH&LOW〜THE STORY OF S.W.O.R.D.〜（2015年10月21日 - 12月23日、日本電視台）- 飾演 ヒロト(雨宮 広斗)
  - HiGH&LOW Season2（2016年4月 - 6月）

### 電影
- HOT ROAD（2014年）飾演 春山洋志
- テラスハウス クロージング・ドア 禁断の副音声版（2015年）錄影室成員
- 熱血街區（High＆Low） 飾演 雨宮廣斗
  - 熱血街區2（High＆Low）–天空盡頭 飾演 雨宮廣斗
  - 熱血街區 （High＆Low）–紅雨篇    飾演 雨宮廣斗
  - 熱血街區3（High＆Low）–終極任務 飾演 雨宮廣斗
- 雪の華（2019年）飾演 綿引悠輔，主演

### CM
- KOSÉ「adidas skin protection」（2012年）
- Moist Diane「Oil Shampoo」（2013年11月 - ）
- サマンサタバサ（2014年）
- エースコック 「スーパーカップ」（2014 - ）
- 洋服の青山（2015年）
- ロート製薬「ロートジーb」（2015年 - ）
- 江崎固力果「百奇」（2015年）[6]
- サントリー『ザ・モルツ』（2015年9月 - ）[7]

### 廣播
- Keep On Dreaming（Fm yokohama、2011年1月 - 2012年12月）

### 演唱會
- VBA LIVE TOUR 2012 VOCAL BATTLE STAGE
  - 2012年2月29日・3月1日 大阪・Zepp Osaka
  - 2012年3月6日・7日 東京・SHIBUYA-AX
- VOCAL BATTLE STAGE 2014[8]
  - 2014年4月24日・25日 東京・日本武道館
- HIROOMI TOSAKA 台北演唱會 2019 SUPERMOON ～UNDER THE MOONLIGHT～
  - 2019年7月20日・21日 台北・南港展覽館

## 獎項
- 第39回報知電影獎新人獎（HOT ROAD）
- 第69回每日電影獎最佳新人獎（Hot Road）
- 第24回日本電影影評人大獎新進男演員獎（Hot Road）
- 第38回日本電影金像獎新人獎（Hot Road）

## 外部連結
- JSB3 MEMBER｜登坂広臣｜三代目 J Soul Brothers OFFICIAL WEBSITE
- HIROOMI TOSAKA OFFICIAL WEBSITE （页面存档备份，存于）
- YouTube上的HIROOMI TOSAKA from JSBIII Official Channel頻道
- HIROOMI TOSAKA的X（前Twitter）
- OMI的Instagram帳戶
- 登坂廣臣的新浪微博

過去
- 登坂広臣&Nightsメンバー オフィシャルブログ （页面存档备份，存于）（2014年7月 - 8月）